# にいやなおゆき
にいや なおゆき（新谷 尚之、1963年〈昭和38年〉2月23日 - ）は、日本のアニメーション作家、漫画家。

## 略歴
1963年、岡山県生まれ。大阪デザイナー専門学校・アニメーション科卒業。
卒業後、アニメーション映画、実写映画などを自主制作活動。商業誌掲載の漫画やアニメーション批評も並行して執筆。
2008年より、映画美学校講師。
2008年より2020年まで、武蔵野美術大学映像学科非常勤講師を務めた。

## 作品

### アニメーション
- 納涼アニメ電球烏賊祭（1993年）※MTV Japanにて『IKAMATSURI』のタイトルで再編集版を放映[4] 。8mm元版は火事で消失したため、放映版のビデオテープのみが現存[1]。
- ピエタ（1997年）※劇中アニメ担当
- 寝耳に水（2001年）※劇中アニメ担当
- 灰土警部の事件簿　人喰山（2008年）
- 坂本君は見た目だけが真面目（2014年）※OPアニメ担当
- 乙姫二万年（2019年）[5]
- 新世代の有機合成（2020年）※OPアニメ担当
- うなぎのジョニー（2021年）※「ゆうばり国際ファンタスティック映画祭2021」における企画上映「おまめ映画菜～世界の食卓から～」の1本として公開。
- 乙姫二万年外伝 破魔矢（2022年）※「ゆうばり国際ファンタスティック映画祭2022」における企画上映「おまめ映画菜 4 まめリンピック SIDE:C」の1本として公開

### 特撮
- 月へ行く（2001年）※特撮担当
- ソドムの市（2004年）※特撮担当
- WHO IS THAT MAN!? あの男は誰だ!?（2013年）※劇中紙人形劇担当
- 小暮写真館（2013年）※第二話「飛べないカモメ」劇中紙人形劇担当
- 未確認中学生X（2013年）※特撮、特殊美術担当
- 騒音（2014年）※特殊美術担当
- 色道四十八手　たからぶね（2014年）※特撮、特殊美術担当

※その他、企業教育ビデオなどの劇中画、CMなどの造形など多数担当。

### マンガ
- 美女とアイロン怪人（1988年）[6]
- タン（1995年?）
- 白雪姫（1995年?）
- 真夜中の記憶（1996年）※「文芸春秋漫画賞」新人賞受賞作
- リングの神話（1996年）
- 東京妖怪図鑑/コインランドリーばばあの巻（1997年未完）
- 蛸魔（1997年）
- ルリ子とひろみのくねくね大冒険
- キューちゃんピーちゃん大冒険　ふしぎなペットやさん
- 月輪熊とリカちゃん弁当
- 映画館
- ミミズのお告げ
- 風呂
- FUTON LUNNER
- 冒険ペーター
- 川の女（2006年）
- 川の女その後（2006年）
- 気になる健康常識（2006年）
- 苺
- 土管

### 評論
- ユリイカ・宮崎駿の世界／「『宮崎駿』とは何ものだったのか⁉︎」高橋洋、塩田明彦らとの鼎談（1997年8月臨時増刊号）
- ユリイカ・特集日本映画 北野武以後／ 「ジャンル論 アニメーションの明日のために」（1997年10月号）
- フィルムメーカーズ 6・宮崎駿／「鎮魂歌なんか聞こえない」（1999年3月号）
- ユリイカ・特集 モンスターズ！／「『怪物』の物語」（1999年5月号）
- ユリイカ・総特集 宮崎駿「千と千尋の神隠し」の世界--ファンタジーの力／〈アニメーション〉の行方をめぐって「クラリス、いまだ幽閉中!」（2001年8月臨時増刊号）
- 映画芸術・サウダーヂ 特集「震災異論」「鎮魂、映画の昭和」／「羆と山姥」（2011年436号）
- 映画芸術・特集 2013年夏 日本映画の動線を探る／「『WHO IS THAT MAN!? あの男は誰だ!?』座談会」西山洋市、七里圭らとの鼎談（2013年444号）

## 映画出演
- 酒乱刑事（1994年）
- 舞姫（1998年）
- 孤独の円盤（1999年）
- キエフの薔薇（2000年？）
- 牛乳屋フランケン（2002年）
- ソドムの市（2004年）
- 一日スパイ まどか（2005年）
- 暗号解読スパイ ミニチカ（2005年）
- へんげ（2011年）[7]
- 分裂（2012年）
- 桃まつりpresents すき「SAI-KAI」（2012年）
- NONFIX『フィルムがなくなる！デジタルが変える映画のミライ！』（2012年7月27日放送／演出・村上賢司）